# New Delhi (distrikt)
New Delhi är ett distrikt i Indien.   Det ligger i staden Delhi i delstaten National Capital Territory of Delhi, i den norra delen av landet. 
Distriktet består av huvudstaden New Delhi, kommunen Delhi Cantonment och delar av kommunen Municipal Corporation of Delhi.
År 2011 hade distriktet 142 004 invånare, men år 2012 ändrades distriktets gränser betydligt och hade efter förändringen cirka 250 000 invånare.